# Emilio Lozoya Austin
Emilio Ricardo Lozoya Austin (Chihuahua, Chihuahua; 9 de diciembre de 1974) es un economista, funcionario público y político mexicano que se desempeñó como director general de Petróleos Mexicanos durante la presidencia de Enrique Peña Nieto entre el 4 de diciembre de 2012 y el 8 de febrero de 2016.
En 2020 fue aprehendido por cargos de corrupción, lavado de dinero, tráfico de influencias y crimen organizado. A raíz de su arresto ha señalado como coautores de los crímenes que se le imputan a diversas figuras políticas, recibiendo así el apoyo y estatus de testigo protegido del gobierno federal mexicano.
El 3 de noviembre de 2021 se solicitó su puesta a disposición bajo prisión preventiva por órdenes de la Fiscalía General de la República, ya que un juez declaró que el acusado de recibir sobornos de la constructora brasileña Odebrecht deberá permanecer en prisión domiciliaria.

## Familia
Es hijo de Emilio Lozoya Thalmann, quien fue director del Instituto de Seguridad y Servicios Sociales para los Trabajadores del Estado y secretario de Energía, Minas e Industria Paraestatal durante el sexenio de Carlos Salinas de Gortari.
Asimismo, es nieto del doctor y general Jesús Lozoya Solís, un importante cirujano pediatra, político, militar y empresario mexicano, quien fungió como gobernador interino del estado de Chihuahua.

## Estudios
Es licenciado en economía y derecho por el ITAM y la UNAM, respectivamente, y tiene una maestría en administración pública y desarrollo internacional (MPA/ID) por la Universidad de Harvard.
Es autor de distintas publicaciones sobre política monetaria, productividad y competitividad, eficiencia en políticas públicas, así como educación y sistemas electorales.

## Trayectoria
De 2009 a 2012, fundó y encabezó varios fondos de inversión, especializados en inversiones de capital privado a nivel global en diversas industrias, incluyendo reestructuraciones y transacciones internacionales.
De igual manera, de 2006 a 2009, fue el director en Jefe para América Latina en el Foro Económico Mundial, donde fue responsable de investigaciones e iniciativas del organismo, así como enlace con los principales líderes políticos y empresariales de la región.
Por otra parte, de 2003 a 2006, trabajó como Oficial de Inversiones en la Corporación Interamericana de Inversiones, perteneciente al Banco Interamericano de Desarrollo, donde destaca su función en la reestructuración de créditos e inversiones en diversas industrias y países de América Latina. También trabajó en el Banco de México, en el área de inversión de reservas internacionales y cambios.

### Actividad política
De enero a noviembre de 2012, trabajó en el equipo de campaña y de transición del gobierno de Enrique Peña Nieto como encargado de los asuntos internacionales.

## Casos judiciales en su contra

### Acusaciones de corrupción
Lozoya ha sido vinculado con escándalos de corrupción en México, notoriamente con las compañías Odebrecht y OHL. En declaraciones juramentadas, tres ejecutivos de Odebrecht aseguraron que Lozoya recibió diez millones de dólares para procurar la asignación de contratos a esa firma. Hasta julio de 2018 no se habían presentado pruebas documentales ante las autoridades mexicanas que lo ligaran a las declaraciones publicadas por algunos medios de comunicación, sin embargo, para entonces resultaba notoria la apatía y falta de disposición de la Procuraduría General de la República y la Secretaría de la Función Pública para investigar los hechos denunciados, sustentados en declaraciones juradas ante el Poder Judicial de Brasil.
En mayo de 2019, la Secretaría de la Función Pública inhabilitó a Lozoya Austin por 10 años para ocupar cualquier puesto en la administración pública, luego de determinar que había mentido en su declaración patrimonial, en la que escondió una cuenta bancaria con varios saldos por cientos de miles de pesos. Asimismo la Fiscalía General de la República investigó los sobornos que Odebrecht habría realizado cuando Lozoya era director de Pemex. El 28 de mayo de 2019, fue girada una orden de aprehensión en su contra, luego de que la Unidad de Inteligencia Financiera de la Secretaría de Hacienda y Crédito Público (SHCP) congeló sus cuentas bancarias.
Al 8 de septiembre de 2019, Lozoya se encontraba en Alemania prófugo de la justicia mexicana, sin conocerse entonces su ubicación.
El 12 de febrero de 2020 fue detenido en Benahavís, provincia de Málaga, España, de acuerdo a la Fiscalía General de la República (FGR) de México. En julio de 2020 se anunció que Lozoya aceptaba ser extraditado a México, saliendo de prisión en Madrid el 16 de julio de ese año para dirigirse a México. Una vez en México enfrentaría responsabilidad por los presuntos sobornos que la constructora Odebrecht realizó durante su periodo como director de Pemex. El Consejo de la Judicatura Federal anunció que el juicio se realizaría a puerta cerrada, transmitiéndose en tiempo real vía WhatsApp, citando la pandemia por Covid-19.
El 28 de julio de 2020, Lozoya fue vinculado a proceso por el juez de control José Antonio Zúñiga. La acusación por la que se le realizó el juicio fue la realización de operaciones con recursos de procedencia ilícita. El juez decidió que no sería juzgado en prisión ni en resguardo domiciliario, siendo la única medida cautelar la portación de un brazalete electrónico.
En una segunda audiencia, ocurrida el 29 de julio de 2020, el juez vinculó a proceso a Lozoya por los cargos de cohecho, asociación delictuosa y uso de recursos de procedencia ilícita.
El 22 de enero de 2022 un juez federal ordenó su libertad por el caso de Agronitrogenados, pero deberá seguir en prisión por los presuntos sobornos de Odebrecht. Cuatro días después, el Tercer Tribunal Unitario en materia Penal, en la Ciudad de México, desechó de plano la demanda de amparo presentada por la UIF, encabezada por Pablo Gómez Álvarez, contra la orden emitida por el Primer Tribunal Unitario de poner en libertad a Lozoya por el caso Agronitrogenados.
El 2 de enero de 2023, se llevará a cabo una audiencia para definir si se llega a un acuerdo reparatorio en el caso de Agronitrogenados.
En marzo de 2023, Lozoya no llegó a un acuerdo reparatorio con la Fiscalía General de la República, por lo que la dependencia solicitó que se le imputen 46 años  de cárcel. Posteriormente, el 27 de marzo, un juzgado admitió un amparo para evitar el juicio por el caso Odebretch.
En abril de 2023, una jueza en materia de amparos desechó un amparo con el que Lozoya pretendía que los videos  y testimonios de los interrogatorios a exdirectivos de Odebretch fueran anulados.
Los abogados de Lozoya anunciaron que PEMEX ya aceptó un monto a pagar por parte de Lozoya Austin de 10.7 millones de dólares. En febrero de 2024, un juez le concedió llevar su proceso en prisión domiciliaria.

## Reconocimientos
Entre las distinciones que le han sido otorgadas destaca en 2012, el reconocimiento como Joven Líder Global, del Foro Económico Mundial; en 2011, incluido por la revista Poder en la lista de los 40 hispanos de mayor impacto en EUA menor a 40 años.[cita requerida] En 2010, recibió el Premio al Liderazgo como Embajador Hemisférico, por la Fundación del Consejo Americano de Negocios y fue calificado por la revista Poder como uno de los 100 mexicanos de mayor influencia. Igualmente, en 2009, fue reconocido por la Revista Expansión como uno de los 30 líderes mexicanos en sus 30s.[cita requerida]